# Dnevni pavlinček
Dnevni pavlinček (znanstveno ime Aglais io) je dnevni metulj iz družine pisančkov, razširjen v Evropi in Aziji vse do Japonske.
Prek kril meri 5–6 cm, samice so nekoliko večje od samic, sicer pa enakega izgleda. Po zgornji površini kril so živordeče barve s črnimi robovi in rjavo obrobljenostjo. Prepoznaven je predvsem po velikih očesnih pegah na konicah vseh kril in črno-rumeni progi ob sprednjem robu sprednjega para kril. Po spodnji strani so krila temnorjava s svetlejšimi  progami, ki učinkovito skrijejo metulja na temni podlagi, ko jih zloži.
Metulj je pogost v svojem območju razširjenosti, vključno s Slovenijo, kjer se pojavlja vse od morske obale do visokogorja 2500 m visoko.
Lahko prezimi v stavbah ali skrit pod drevesnim lubjem, zato se pogosto pojavlja že zgodaj spomladi. V južnejšem delu območja razširjenosti vključno s Slovenijo se razvijeta dva rodova, v hladnejših severnejših predelih pa samo en na leto. Ker prezimijo odrasli, dočakajo 10 do 11 mesecev starosti. Gosenice živijo v gručah na koprivah in hmelju, s katerima se prehranjujejo.